# Trojaki (Tatry)

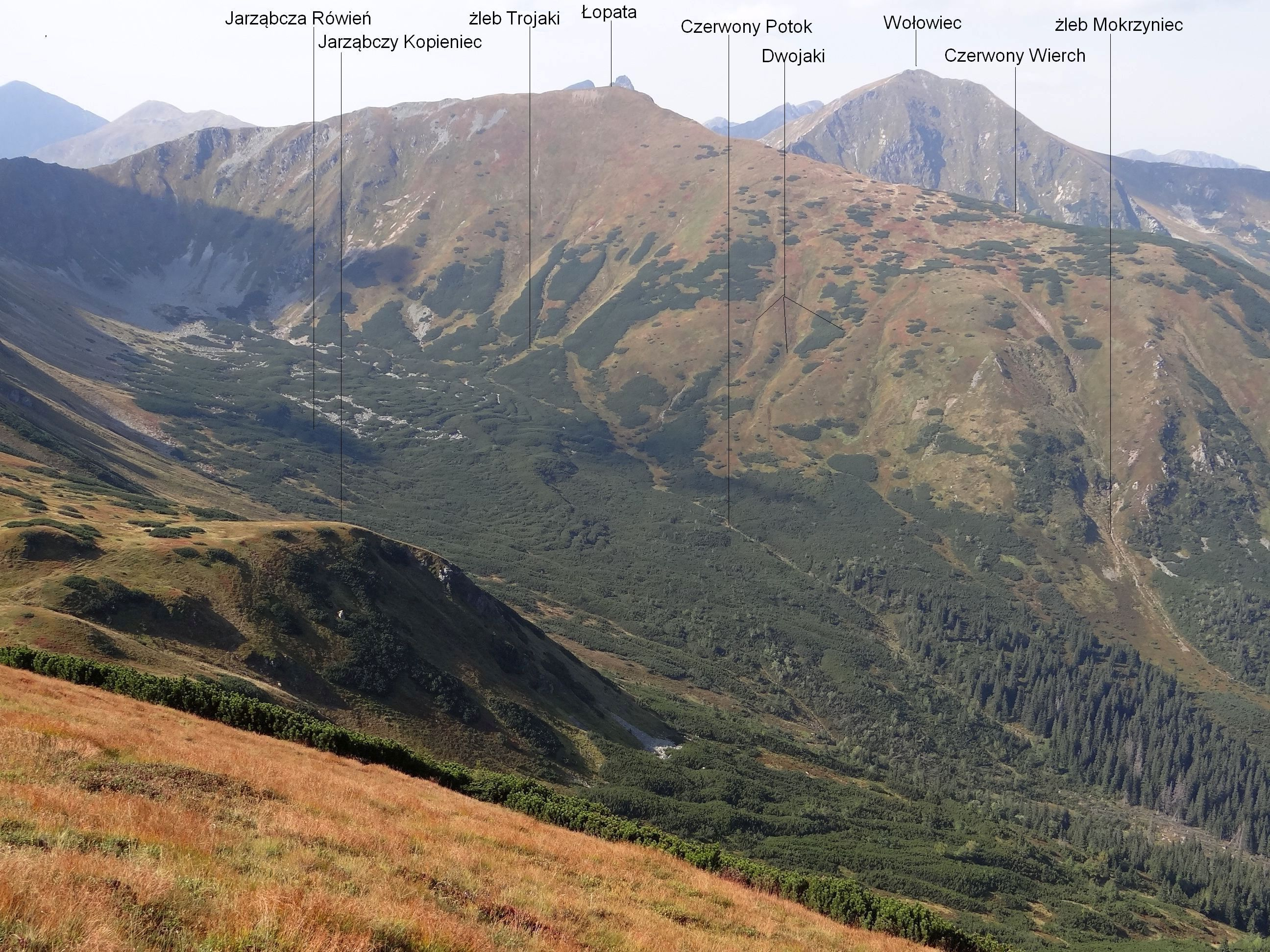
Widok z Trzydniowiańskiego Wierchu

Trojaki – żleb w Dolinie Jarząbczej w Tatrach Zachodnich. Opada ze wschodnich stoków Łopaty i grzbietu Czerwonego Wierchu na Jarząbczą Rówień. Jest to płytki żleb. Ma 3 koryta, w dole łączące się w jedno koryto. Koryta żlebu są kamieniste, a ich okolica w większości trawiasta, od dołu zarastająca kosodrzewiną. Nazwa jest pasterskiego pochodzenia, dawniej były to bowiem tereny wypasowe Hali Jarząbczej.